# اچ‌نوام‌اس ثور (۱۸۷۲)
اچ‌نوام‌اس ثور (۱۸۷۲) (به انگلیسی: HNoMS Thor (1872)) یک کشتی بود که طول آن 62.33m بود. این کشتی در سال ۱۸۷۲ ساخته شد.